# Алтайський потоп

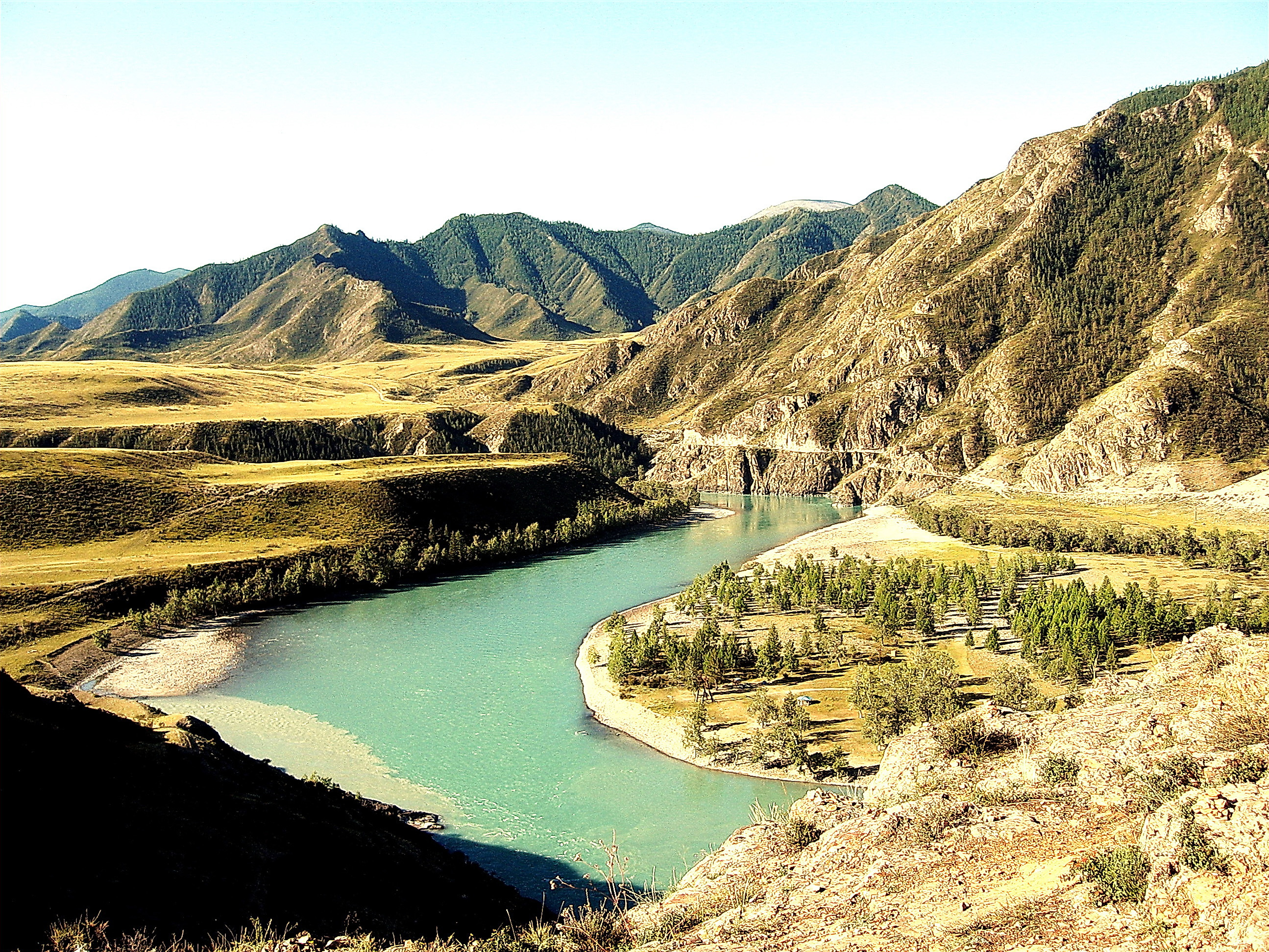
Дилювіальні тераси на річці Катунь, республіка Алтай

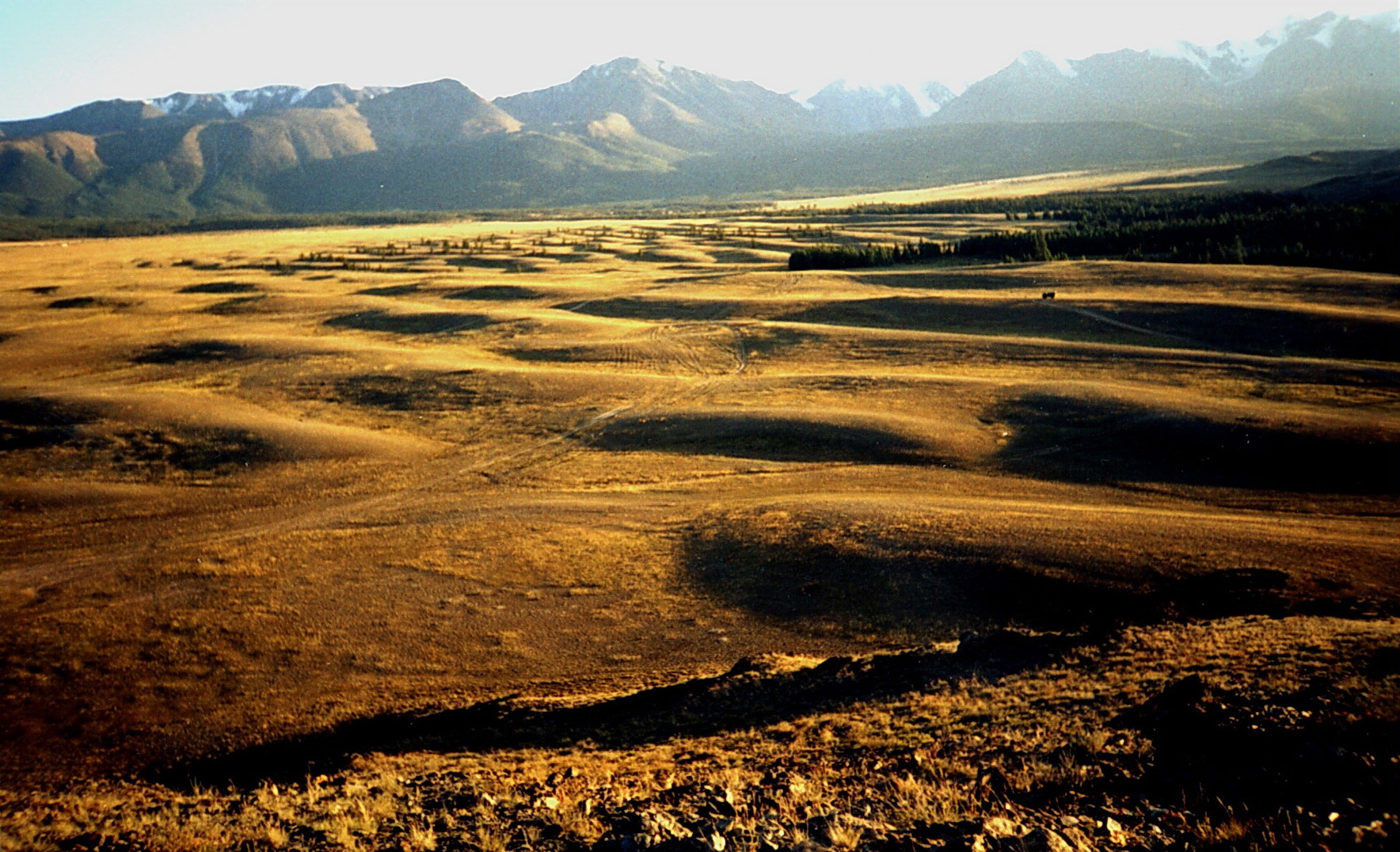
Велетенські брижі течії в басейні Курай, Алтай, Росія

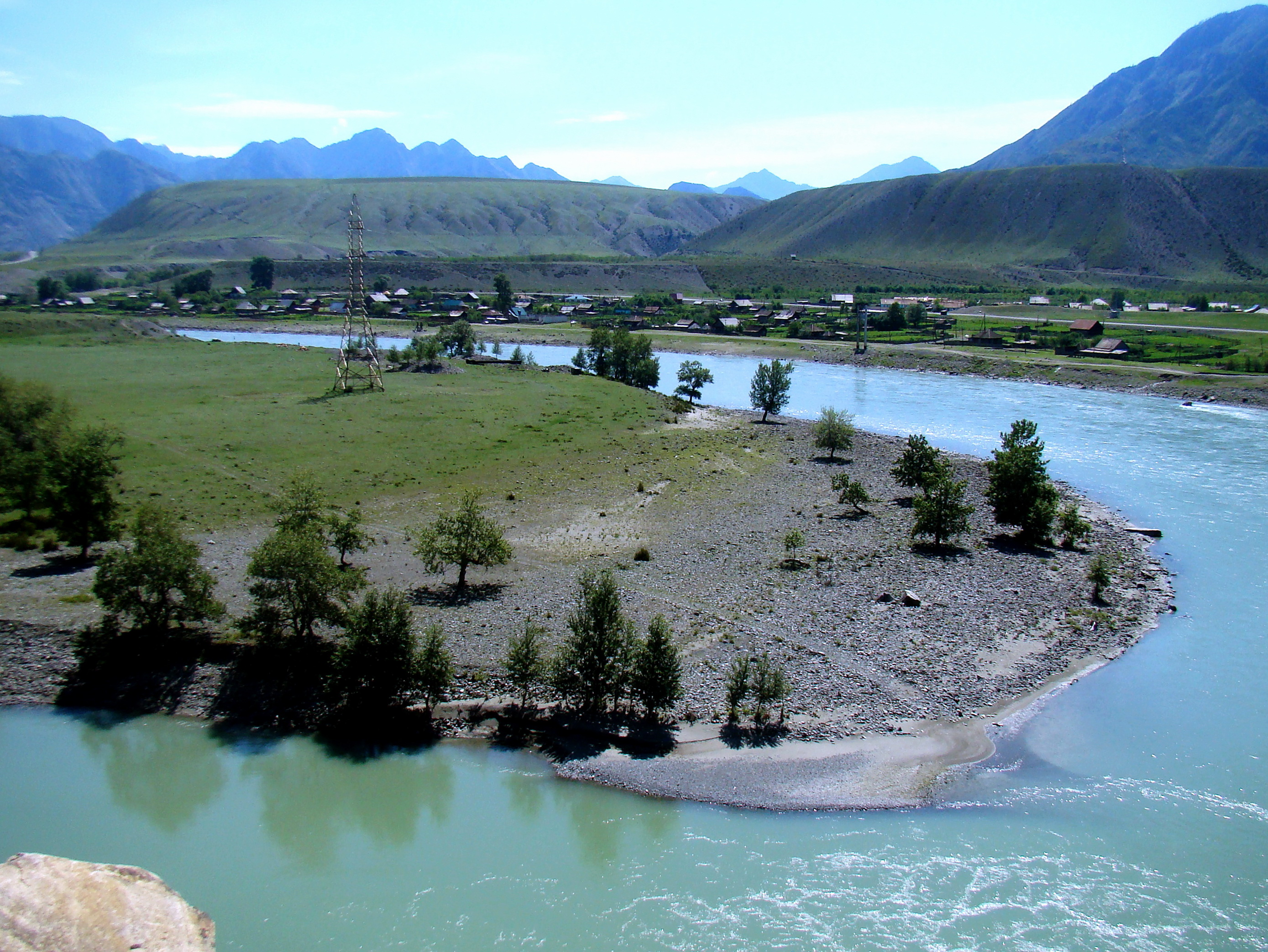
Дилювіальні наноси в центральній частині Алтайських гір, річка Катунь, село Малий Яломан. Липень 2011

Алтайська повінь або Алтайський потоп стосується  катастрофічної повені (або повеней), що на думку деяких геоморфологів прокотилися вздовж річки Катунь в Республіці Алтай в кінці останнього льодовикового періоду. Ці проривні повені є результатом періодичного раптового прориву крижаних гребель, схоже на ті, яку викликали Міссульські повені.

## Історія
Великі льодовикові раптові повені досліджувались з 1920-х років, але переважно лише у США. У 1980-х роках російський геолог Олексій Миколайович Рудой запропонував термін дилювій для відкладів, створених в результаті катастрофічних проривів  гігантських  плейстоценових озер, закритих льодовиковими дамбами, у міжгірних улоговинах Алтаю. Найбільше з цих озер (об'єднане Чуя та Курай) мало об'єм води у сотні кубічних кілометрів.

## Докази
Гравійні брижі
Велетенські брижі течії (гравій хвильові цуги, делювіальні дюни і антидюни) до 18 метрів у висоту  і 225 метрів в довжину кожна були створені в ряді місць на дні озера. Вони найбільш розвинені на схід від річки Туетуо в східній частині басейну Курай, але є і декілька інших, менших ділянок велетенських бриж течії. Вони складаються з обкатаної гальки і гравію.
Гігантські наноси
Гігантські мілини (наноси) вздовж нижньої течії  річок Чуя і Катунь розташовані на висоті до 300 м вище сучасного рівня річки та мають довжину до п'яти кілометрів. Вони добре виражені нижче точки злиття річок Катунь і Чуя, вони утворились на внутрішніх вигинах річки, на противагу оголеним скелям на зовнішніх поворотах. Ці наноси зменшуються в висоті і товщині вниз за течією до близько 60 м в районі Горно-Алтайська.

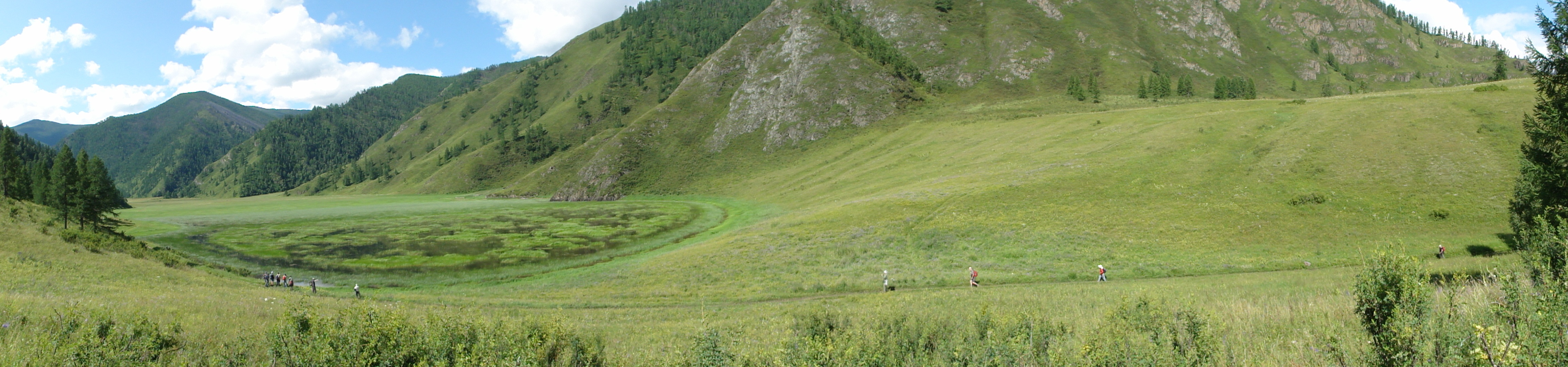
Озеро (ліворуч) утворилось за гравійним наносом (праворуч), який був відкладений під час повені. Маршрут повені річки Катуні ріка розташований позаду наносу

Деякі з цих наносів утворили озера, заблокувавши дрібні притоки Катуні.
Гравії суспензії

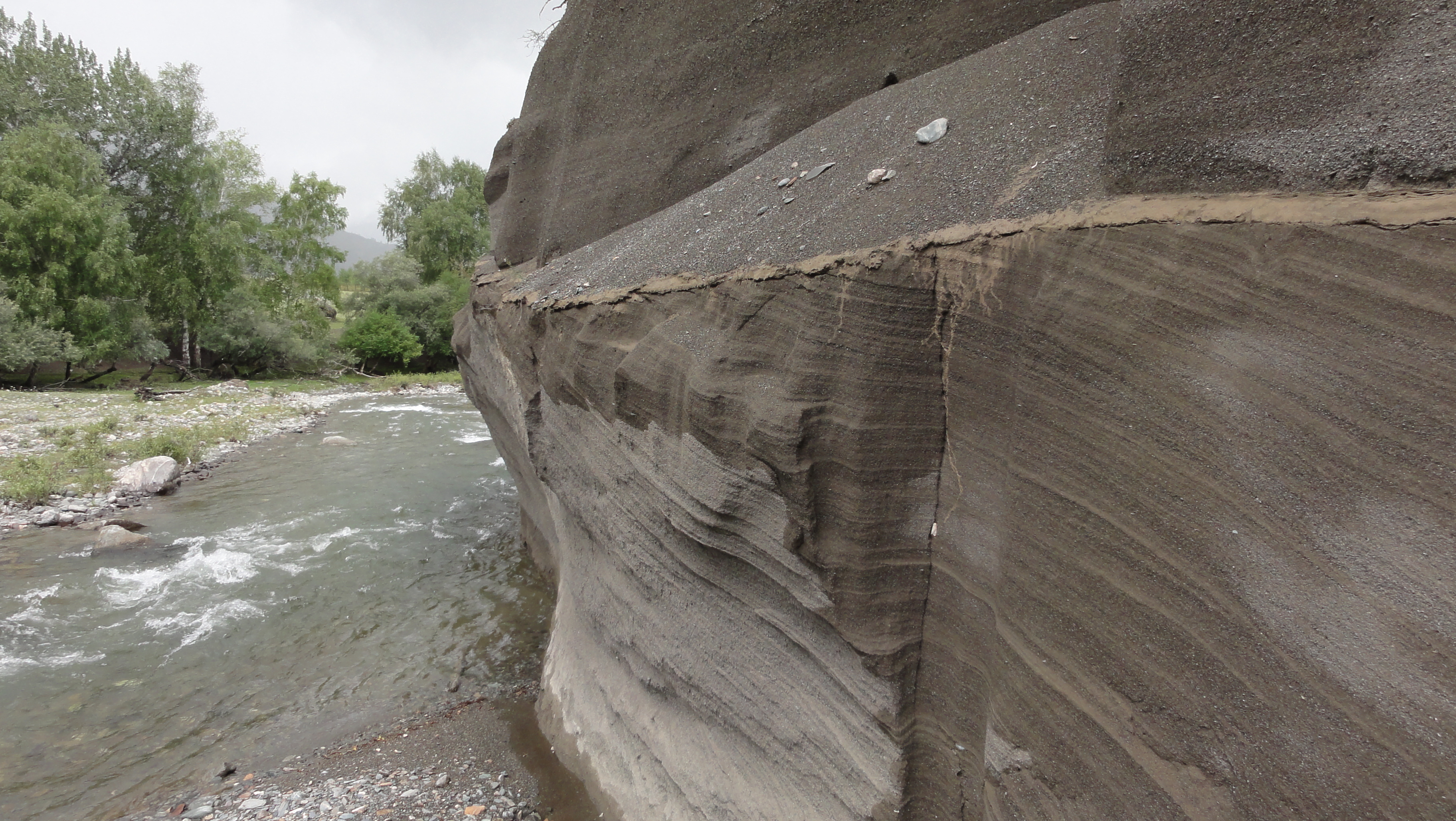
Відкладення гравіїв суспензії біля річки Катунь

Велика частина гравію, відкладеного вздовж долини річки Катунь не має стратиграфічної структури і демонструє ознаки того, що вона була відкладена безпосередньо після осадження суспензії турбулентного потоку.
Великі блоки
Унікальні блокові відкладення (дилювіальні пляжі) накривають ерозійні тераси та мають кілька кілометрів у довжину, десятки
метрів в ширину і близько 4 м над нижніми насипами. Блоки каміння мають розміри до 20 м по довгій осі і не мають ознак округлення. Гостра ерозійні улоговини і накопичення гребенів, пов'язаних з індивідуальними блоки. Рудой оцінює силу потоку, потрібного для перенесення цих блоків у суспензії у близько 1 млн м³/с з тривалістю максимального потоку у близько 10 хвилин.
Валуни, перенесені кригою
Крига переносила валуни до декількох метрів в діаметрі.
Вихрові відкладення

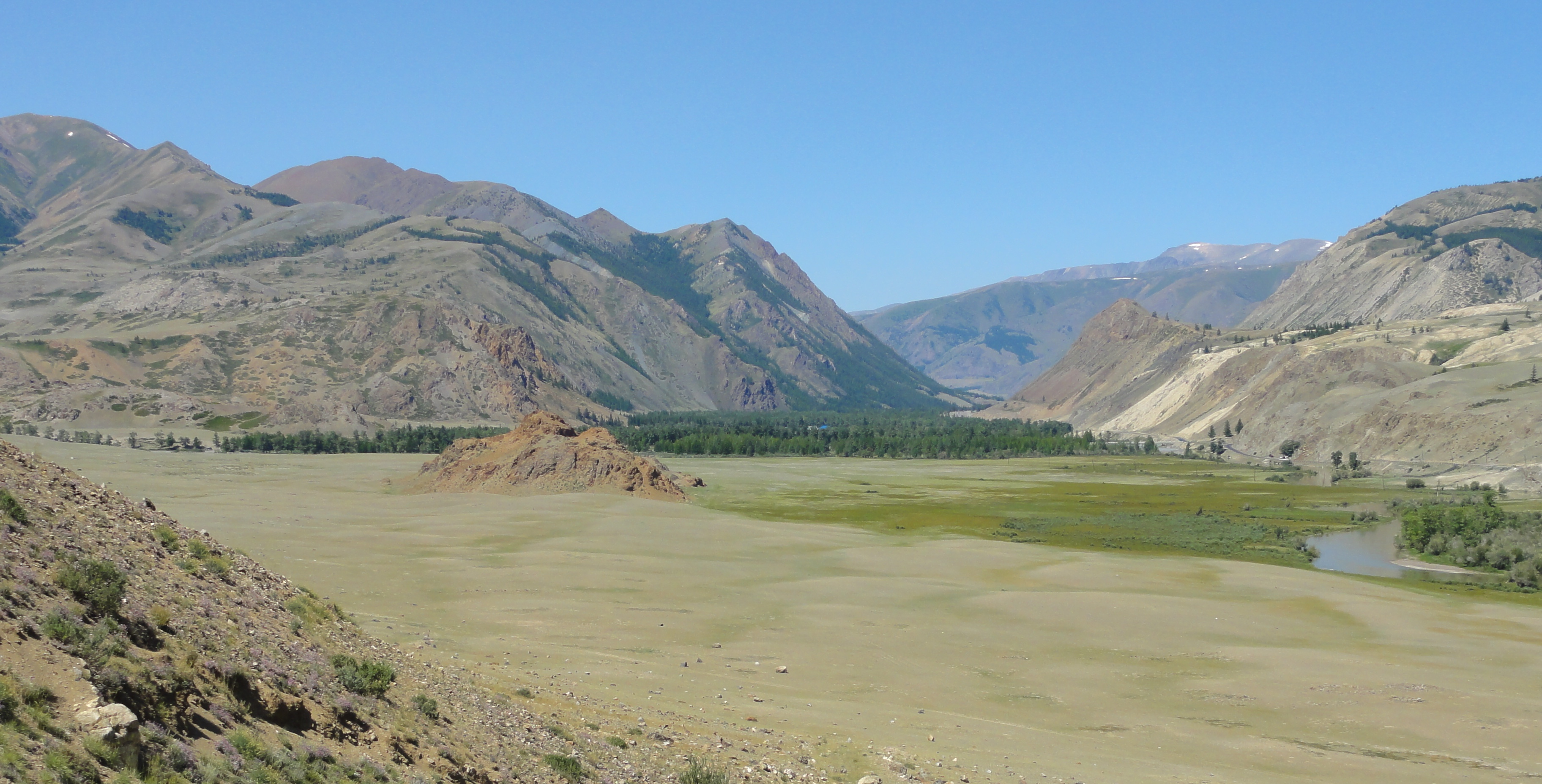
Це вихід з басейну Чуя дивлячись у напрямку потоку.

Вихрові відкладення видно вздовж річки Катунь між селами Інья і Малий Яломан.

## Гіпотеза декількох повеней
Датування гравійних наносів дає як мінімум 3 періоди осадження, що дозволяє припустити кілька повеней.

## Поточне розуміння

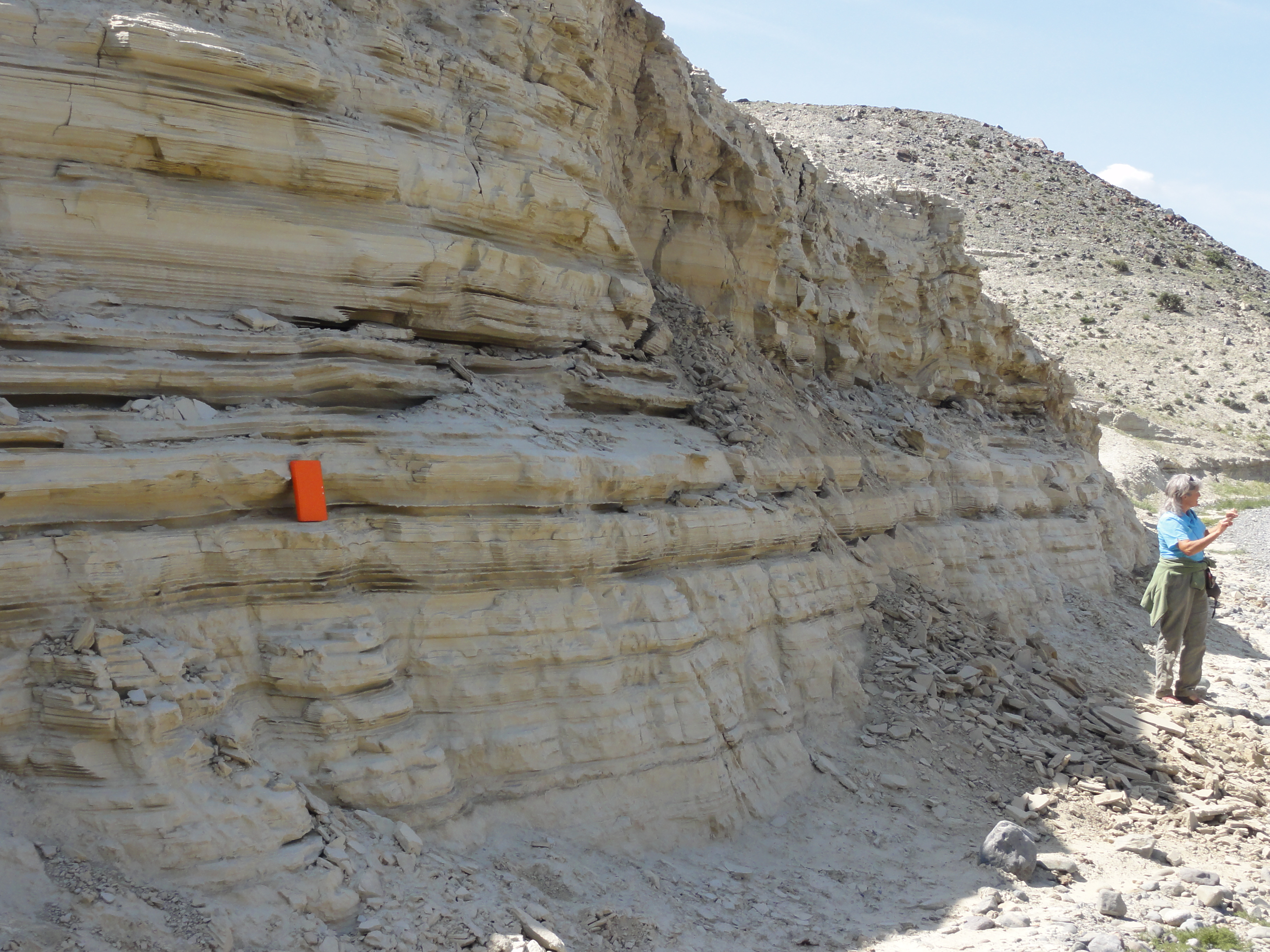
Осади плейстоценового озера у долині ріки Чуя, які демонструють можливу річну циклічність

Наприкінці останнього льодовикового періоду, 12 000-15 000 років тому, льодовики, спускаючись з гір Алтаю, перегородили річку Чую, яка є основною притокою річки Катунь і утворили велике льодовикове озеро з басейнів річок Чуя та Курай. Крижана гребля, зрештою, зруйнувалась під тиском води озера, викликавши катастрофічну повінь вздовж річки Катунь. Цей потік міг бути найбільшим скиданням прісної води на Землі, оскільки його величина оцінюється аналогічно Міссульським повеням у Північній Америці.

### Датування
Дата катастрофічного затоплення на поточний момент не точно обмежена і може включати кілька подій. Механізми наповнення озера і прориву крижаної дамби дозволяють припустити ранній або пізній льодовиковий період, адже льодовиковий максимум, ймовірно, виключає можливість такої події. Тому припускають, що катастрофічна повінь (повені) сталася між 12 000 до н. е. і 9 000 до н. е.
Припускають, що більшість з води вилилась протягом одного дня, з піком розрядки у 107 м³/с (Герґет, 2005). Максимальний об'єм озера був 6×1011 м3 (600 км3), а площею 1,5×109 м². Крижана дамба була близько 650 метрів у висоту.

### Маршрут повені
Коли крижану дамбу було прорвано, паводкові води потекли вниз по річці Чуя до її впадіння в річку Катунь, а потім з Катуні в річку Об, а потім в озеро Мансі, велике прильодовикове озеро Плейстоцену площею  ~600 000 км2. Раптова повінь підняла його рівень тільки на ~12 м, але деякі автори стверджують, що, оскільки Тургайський водоскид з озера Мансі був всього на 8 м вище рівня озера в той час, велика частина паводкових вод потрапила далі в Аральське море. Звідти води повені, можливо попрямували через водоскид Узбой в Каспійське море, потім через Мар'їнський водоскид в Чорне море, і врешті-решт у Середземне море.